# Offenbach-Musikerviertel
Musikerviertel ist ein Stadtteil der südhessischen Großstadt Offenbach am Main. Er ist neben elf weiteren Stadtteilen Juli 2019 aus dem bis dahin stadtteilfreien Bereich gebildet worden.
In diesem Stadtteil lebten im Juni 2020 rund 6800 Menschen.

## Lage
Musikerviertel liegt zwischen Buchrain im Westen und Buchhügel im Osten. Vom nördlich gelegenen Senefelderquartier ist es durch den Anlagenring getrennt. Südlich befindet sich Lauterborn.

## Infrastruktur
In Musikerviertel liegen zwei Schulen: Die Beethovenschule ist eine Grundschule. Hier werden etwa 500 Schüler von 33 Lehrkräften betreut. Mit der Humboldtschule verfügt das Quartier über eine zweite Grundschule. An dieser werden rund 320 Kinder von 23 Lehrern unterrichtet.
Am westlichen Rand des Quartiers verläuft die Landesstraße 3001, welche unter anderem mit Fechenheim und Neu-Isenburg verbindet. An der Südgrenze liegt in West-Ost-Richtung die Bundesstraße 43. Hierüber ist Musikerviertel an das Fernstraßennetz angebunden. Der Stadtteil ist im Öffentlichen Personennahverkehr von Stadtbuslinien der Offenbacher Verkehrs-Betriebe erschlossen.